# Kantora
Kantora est un district de la division de Upper River en Gambie. En 2013, sa population était de 32 682 habitants.

## Source de la traduction
- (de) Cet article est partiellement ou en totalité issu de l’article de Wikipédia en allemand intitulé « Kantora (Distrikt) » (voir la liste des auteurs).